# Moran (Texas)
Moran es una ciudad ubicada en el condado de Shackelford en el estado estadounidense de Texas. En el Censo de 2010 tenía una población de 270 habitantes y una densidad poblacional de 245,29 personas por km².

## Geografía
Moran se encuentra ubicada en las coordenadas 32°32′50″N 99°9′59″O / 32.54722, -99.16639. Según la Oficina del Censo de los Estados Unidos, Moran tiene una superficie total de 1.1 km², de la cual 1.1 km² corresponden a tierra firme y (0%) 0 km² es agua.

## Demografía
Según el censo de 2010, había 270 personas residiendo en Moran. La densidad de población era de 245,29 hab./km². De los 270 habitantes, Moran estaba compuesto por el 88.52% blancos, el 0.37% eran afroamericanos, el 1.11% eran amerindios, el 0.37% eran asiáticos, el 0% eran isleños del Pacífico, el 8.52% eran de otras razas y el 1.11% pertenecían a dos o más razas. Del total de la población el 17.41% eran hispanos o latinos de cualquier raza.